# Falconins
Els falconins (Falconinae) són un grup d'ocells rapinyaires de la família dels falcònids (Falconidae), format pels falcons i xoriguers del gènere Falco i els falconets dels gèneres Microhierax i Polihierax. Recentment però, s'ha proposat la inclusió dels caracaràs dins els falconins, fent que els tres gèneres formen la tribu Falconini.
Els membres d'aquesta subfamília (o tribu) són rapinyaires de variada grandària, que va dels 15 cm del falconet filipí fins als 65 de la femella del falcó grifó. En general són ocells de terrenys oberts que no construeixen niu, aprofitant freqüentment els d'altres espècies o fent la posta directament sobre el sòl o sobre una plataforma rocosa d'un espadat.

## Taxonomia
Tradicionalment s'ha inclòs el gènere Spiziapteryx dins aquest grup, però actualment s'ha situat més prop dels caracaràs, que sovint són inclosos a la mateixa subfamília, però a la tribu Caracarini. Els tres gèneres d'aquesta subfamília (o tribu) contenen 46 espècies segons la classificació del Congrés Ornitològic Internacional (versió 12.2, 2022):
- Gènere Polihierax, amb dues espècies.
- Gènere Microhierax, amb 5 espècies.
- Gènere Falco, amb 39 espècies.